# Wladimir de Schœnefeld
Wladimir de Schœnefeld est un botaniste français né le 12 janvier 1816 à Berlin et mort le 8 septembre 1875 à Paris.

## Biographie
Il arrive à Paris à l’âge d’un an. Il découvre très jeune la botanique grâce à Karl Sigismund Kunth (1788-1850) et suit les leçons d’Adrien de Jussieu (1797-1853). Devenu orphelin, il part vivre chez K. Kunth à Berlin jusqu’à ses 24 ans avant de revenir s’installer à Paris. Il se lie alors d’amitié avec des botanistes dont Ernest Saint-Charles Cosson (1819-1889).
Lors d’un de ses réguliers voyages en Allemagne, il rencontre celle qui allait devenir sa femme.

## Source
- François Pellegrin (1954). Un siècle de Société de botanique de France. Bulletin de la Société botanique de France, supplément au no 101 : 17-46.